# Julian Michel
Julian Michel (sinh 19 tháng 2 năm 1992) là một cầu thủ bóng đá Pháp gốc Maroc hiện tại thi đấu cho Lokeren ở Belgian Pro League.

## Sự nghiệp câu lạc bộ
Michel gia nhập Royal Mouscron-Péruwelz năm 2013 từ Lille OSC B. Năm 2014, câu lạc bộ thăng hạng Belgian Pro League. Anh ra mắt tại hạng đấu cao nhất vào ngày 27 tháng 7 năm 2014 trước R.S.C. Anderlecht trong thất bại 3–1 trên sân khách.